# Кондырин, Николай Иванович
Николай Иванович Кондырин (Кандырин) (1884 — 1936) — участник Белого движения на Юге России, первопоходник, генерал-майор.

## Биография
Из мещан. Уроженец Московской губернии. Среднее образование получил в Комиссаровском техническом училище, где окончил курс.
В 1905 году окончил Московское военное училище, откуда выпущен был подпоручиком во 2-й резервный железнодорожный батальон. 19 октября 1905 года переведен во 2-й Уссурийский железнодорожный батальон. Произведен в поручики 20 октября 1908 года. 9 августа 1910 года переведен во 2-й Сибирский железнодорожный батальон. Произведен в штабс-капитаны 1 октября 1913 года.
В Первую мировую войну вступил в составе 2-го Сибирского железнодорожного батальона. С 1915 года командовал бронированным поездом 9-го железнодорожного батальона (Юго-Западный фронт). Пожалован Георгиевским оружием
За то, что в бою у д. Холупки в ночь с 11 на 12 июня 1915 года, командуя бронированным поездом, смело выдвинул свой поезд под губительным артиллерийским и ружейным огнем в тыл противнику. Открыв из поезда артиллерийский и пулеметный огонь, подготовил атаку пехотному полку и произведя своим огнем смятения в рядах противника, дал возможность полку почти без потерь занять неприятельские окопы, причем было захвачено в плен 6 офицеров и около 600 нижних чинов.
Произведен в капитаны 5 января 1917 года «за отличия в делах против неприятеля», в подполковники — 17 сентября 1917 года.
С началом Гражданской войны вступил в Добровольческую армию, в декабре 1917 года — командир Технической роты. Участвовал в 1-м Кубанском походе в составе 1-й инженерной роты, затем — в Донской армии. В 1918 году был переименован в полковники и произведен в генерал-майоры. В том же году был назначен командиром вновь сформированной Донской железнодорожной броневой бригады. Весной 1920 года эвакуировался из Феодосии, на май 1920 года — в Югославии.
В эмиграции во Франции. Умер от разрыва сердца в госпитале Амбруаз в Бийанкуре. Похоронен на местном кладбище. Был женат, имел двух дочерей.

## Награды
- Орден Святого Станислава 3-й ст. (ВП 22.03.1907)
- Георгиевское оружие (ВП 4.08.1916)
- Орден Святой Анны 2-й ст. с мечами (ВП 1.09.1916)
- Орден Святой Анны 4-й ст. с надписью «за храбрость» (ВП 9.09.1916)
- Орден Святой Анны 3-й ст. «за отлично-усердную службу и труды, понесенные во время военных действий» (ВП 22.09.1916)
- Орден Святого Станислава 2-й ст. с мечами (ВП 28.09.1916)